# Glyptoxanthus hancocki
Glyptoxanthus hancocki is een krabbensoort uit de familie van de Xanthidae. De wetenschappelijke naam van de soort is voor het eerst geldig gepubliceerd in 1939 door Garth.